# جورج فارالجاي
جورج فارالجاي (مواليد 9 مارس 1941) هو مبارز بالسيف كندي، مثّل بلاده في الألعاب الأولمبية الصيفية 1976.

## روابط رياضية
جورج فارالجاي على موقع أوليمبيديا (الإنجليزية)